# Tin Lučin
Tin Lučin (Rijeka, 16 de agosto de 1999) es un jugador de balonmano croata que juega de central o lateral izquierdo en el RK Nexe Našice. Es internacional con la selección de balonmano de Croacia.
Su primer gran campeonato con la selección fue el Campeonato Europeo de Balonmano Masculino de 2022.

## Palmarés

### Selección nacional
| Campeonato Mundial | Campeonato Mundial           | Campeonato Mundial | Campeonato Mundial |
| Año                | Lugar                        | Medalla            |                    |
| ------------------ | ---------------------------- | ------------------ | ------------------ |
| 2025               | Croacia, Dinamarca y Noruega | Medalla de plata   |                    |

### RK Zagreb
- Liga de Croacia de balonmano (1): 2018
- Copa de Croacia de balonmano (1): 2018

### Wisla Plock
- Copa de Polonia de balonmano (3): 2022, 2023, 2024
- Liga de Polonia de balonmano (1): 2024

## Clubes
| Club              | País    | Año         |
| ----------------- | ------- | ----------- |
| Kozala            | Croacia | 2015 - 2016 |
| RK Zamet          | Croacia | 2016 - 2017 |
| RK Zagreb         | Croacia | 2017 - 2018 |
| RK Zamet          | Croacia | 2018 - 2019 |
| Ademar León       | España  | 2019 - 2021 |
| Orlen Wisła Płock | Polonia | 2021 - 2024 |
| RK Nexe Našice    | Croacia | 2024 - Act. |